# Giuliano-Dalmata
Giuliano-Dalmata är Roms trettioförsta quartiere och har beteckningen Q. XXXI. Quartiere Giuliano-Dalmata är uppkallat efter Juliska Venetien (Venezia Giulia) och Dalmatien (Dalmazia). Quartiere Giuliano-Dalmata bildades år 1961.

## Kyrkobyggnader
- Sant'Anselmo alla Cecchignola
- Santa Giovanna Antida Thouret a Fonte Meravigliosa
- San Giuseppe da Copertino
- San Marco Evangelista in Agro Laurentino
- Sante Perpetua e Felicita

## Övrigt
- Via Laurentina
- Archivio museo storico di Fiume
- Castello della Cecchignola
- Museo storico della motorizzazione militare

## Bilder

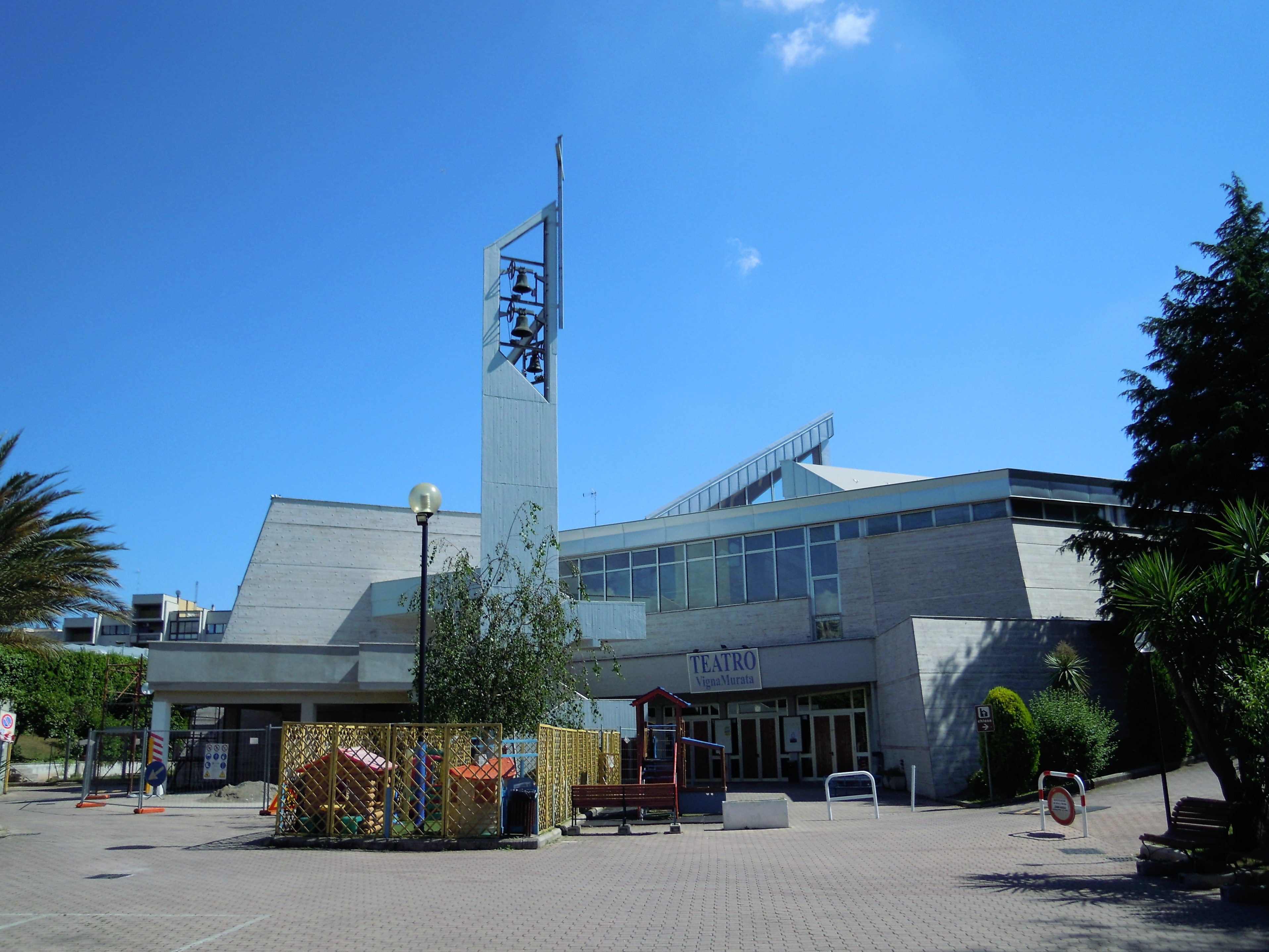
Santa Giovanna Antida Thouret a Fonte Meravigliosa.
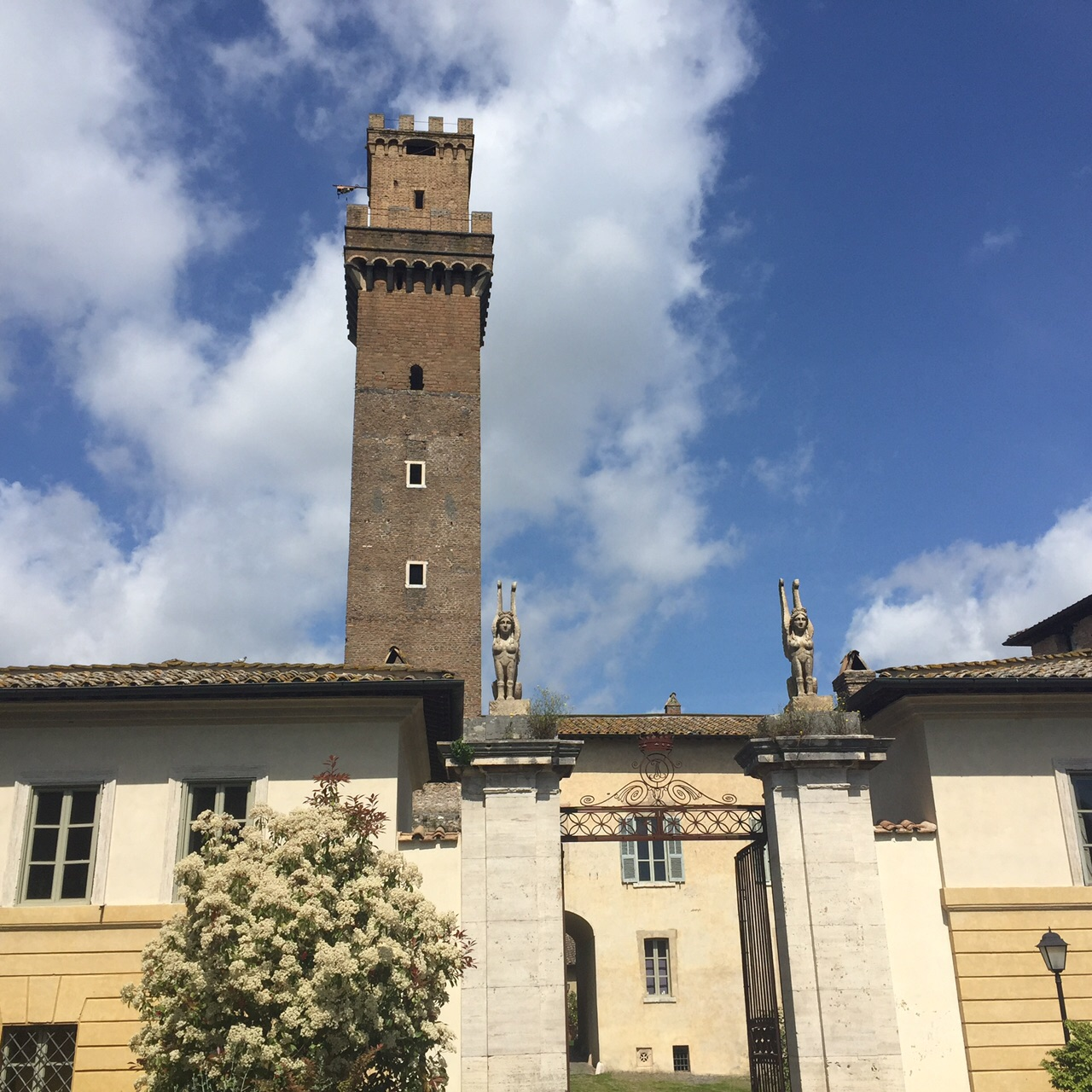
Castello della Cecchignola.